# Mistrzostwa Europy w Futbolu Amerykańskim 2018
Mistrzostwa Europy w futbolu amerykańskim w 2018 roku odbędą się w dniach 29 lipca - 4 sierpnia w Finlandii. Pierwotnie gospodarzem mistrzostw miały być Niemcy, jednak po rozłamie w Międzynarodowej Federacji Futbolu Amerykańskiego jako organizatora wybrano Finlandię.

## Stadiony
| Vantaa                                      |
| ------------------------------------------- |
| Myyrmäen jalkapallostadion Pojemność: 4 700 |
|                                             |

## Faza grupowa

### Grupa A
| Zespół  | Pkt | M | W | R | P | Pkt+ | Pkt- | +/- |
| ------- | --- | - | - | - | - | ---- | ---- | --- |
| Austria | 4   | 2 | 2 | 0 | 0 | 81   | 16   | +63 |
| Szwecja | 2   | 2 | 1 | 0 | 1 | 33   | 61   | -28 |
| Dania   | 0   | 2 | 0 | 0 | 2 | 35   | 70   | -35 |

| 29 lipca 2018 16:00 CEST | Dania | 15:40 | Austria | Myyrmäen jalkapallostadion, Vantaa Widzów: 502 |
|                          |       |       |         |                                                |

| 31 lipca 2018 16:00 CEST | Szwecja | 30:20 | Dania | Myyrmäen jalkapallostadion, Vantaa Widzów: 347 |
|                          |         |       |       |                                                |

| 2 sierpnia 2018 16:00 CEST | Austria | 41:3 | Szwecja | Myyrmäen jalkapallostadion, Vantaa Widzów: 512 |
|                            |         |      |         |                                                |

### Grupa B
| Zespół          | Pkt | M | W | R | P | Pkt+ | Pkt- | +/- |
| --------------- | --- | - | - | - | - | ---- | ---- | --- |
| Francja         | 4   | 2 | 2 | 0 | 0 | 63   | 23   | +40 |
| Finlandia       | 2   | 2 | 1 | 0 | 1 | 42   | 28   | +14 |
| Wielka Brytania | 0   | 2 | 0 | 0 | 2 | 16   | 70   | -54 |

| 29 lipca 2018 20:00 CEST | Finlandia | 28:7 | Wielka Brytania | Myyrmäen jalkapallostadion, Vantaa Widzów: 1 650 |
|                          |           |      |                 |                                                  |

| 31 lipca 2018 20:00 CEST | Wielka Brytania | 9:42 | Francja | Myyrmäen jalkapallostadion, Vantaa Widzów: 428 |
|                          |                 |      |         |                                                |

| 2 sierpnia 2018 20:00 CEST | Francja | 21:14 | Finlandia | Myyrmäen jalkapallostadion, Vantaa Widzów: 2 518 |
|                            |         |       |           |                                                  |

## Faza finałowa

### O piąte miejsce
| Data            | Czas  | Mecz            | Mecz | Mecz  | Wynik |
| --------------- | ----- | --------------- | ---- | ----- | ----- |
| 4 sierpnia 2010 | 11:00 | Wielka Brytania | -    | Dania | 33:16 |

### O trzecie miejsce
| Data            | Czas  | Mecz      | Mecz | Mecz    | Wynik |
| --------------- | ----- | --------- | ---- | ------- | ----- |
| 4 sierpnia 2010 | 15:00 | Finlandia | -    | Szwecja | 35:21 |

### Finał
| Data            | Czas  | Mecz    | Mecz | Mecz    | Wynik |
| --------------- | ----- | ------- | ---- | ------- | ----- |
| 4 sierpnia 2018 | 18:00 | Francja | -    | Austria | 28:14 |